# Garance Marillier
Garance Marillier (París, 11 de febrero de 1998) es una actriz francesa, reconocida principalmente por su papel protagónico en la película Grave de 2016.

## Trayectoria
Garance Marillier comenzó su carrera como actriz en 2011 protagonizando los cortometrajes Junior de Julia Ducournau y Ce n'est pas un film de cow-boys de Benjamin Parent, ambos presentados en la Semana de la Crítica del Festival de Cannes.
En 2012, volvió a actuar bajo la dirección de Julia Ducournau en la película para televisión Mange; el mismo año comenzó a estudiar en L'École du jeux dirigida por Delphine Eliet.
En 2013, apareció en el cortometraje belga Solo Rex, de François Bierry, y luego en 15 km 3 de Stéphane Mercurio. Al año siguiente, realizó una gira junto a Zacharie Chasseriaud en Simon, Éric Martin y Emmanuel Caussé.
En 2015, le ofrecieron el papel principal en el primer largometraje de Julia Ducournau, Grave: el personaje de Justine, una adolescente vegetariana, estudiante de veterinaria, se convierte en una caníbal tras comer carne cruda. La película se estrenó en 2017, luego de ser presentada durante la Semana de la Crítica del Festival de Cannes de 2016. Apareció en la portada de la revista de cine La Septième Obsession en marzo de 2017.
Paralelamente a su carrera como actriz, obtuvo el bachillerato en el Instituto Georges-Brassens del XIV distrito de París en junio de 2017.
Marillier participó en diversos vídeos musicales, como el de Fangs Out de Agar Agar, Inside of Me de Montmartre o Un Regard de Boy Racer en el que actuaba Noemi Leneman y mostraba su versión gay. Marillier mencionó en diversas ocasiones su orientación sexual lesbiana.

## Reconocimientos
En 2018 fue nominada al premio César a mejor actriz revelación, que concede la Academia de las Artes y Técnicas del Cine de Francia, por su papel en Grave, la ópera prima de Julia Ducournau.